# Problème principal-agent
Le principe du principal-agent est le cœur de la théorie de l'agence, une des théories de l'économie industrielle. Il désigne un ensemble de problèmes rencontrés lorsque l'action d'un acteur économique, désigné comme étant le « principal », dépend de l'action ou de la nature d'un autre acteur, « l'agent », sur lequel le principal est imparfaitement informé. Il s'agit donc d'étudier les conséquences d'une asymétrie d'information.
Ces problèmes se répartissent généralement en trois catégories, en fonction de la nature de l'imperfection d'information :
- L'antisélection ;
- L'aléa moral ;
- Les « problèmes de signal ».

## Antisélection
En anglais, on parle d'adverse selection, ce qui conduit parfois à l'utilisation de « sélection adverse » pour désigner les cas où le principal ignore une caractéristique de l'agent qui a un impact sur l'issue de l'accord entre l'agent et lui.

### Exemple
L'exemple canonique de l'antisélection est le problème de l'assurance. Le principal est alors un assureur, qui propose un contrat, par exemple d'assurance automobile. Il fixe pour son contrat un prix unique p, car il ne peut pas connaître à l'avance la qualité de l'ensemble de ses clients (il peut y avoir de bons ou de mauvais conducteurs). Pour simplifier, p peut être présenté comme le coût des accidents du conducteur moyen plus la marge de l'assureur.
Du point de vue du client potentiel, ce contrat est d'autant plus intéressant qu'il est mauvais conducteur, car alors le montant du coût de ses accidents devient supérieur au prix de l'assurance (ce qui revient pour lui à payer une assurance au prix p, couvrant l'ensemble de ses accidents qui lui reviennent pourtant au prix p' > p). Dans l'ensemble des conducteurs, l'assureur va donc assurer l'ensemble des mauvais conducteurs, ceux dont les accidents coûtent plus que p, et seulement une partie des bons, car ces derniers préfèrent supporter sur leurs dépenses propres le coût de leurs rares accidents, plutôt que de payer une assurance potentiellement inutile. Finalement, le contrat sélectionne donc les clients dont l'assureur ne voudrait a priori pas (car ils lui font perdre de l'argent), et n'intéresse pas ceux qui lui rapporteraient le plus.
Pour résoudre ce problème, l'assureur peut améliorer son information sur l'agent (l'assuré), par exemple en prenant en compte dans le contrat les accidents passés de l'agent, qui informent sur sa qualité de conducteur. C'est la base du système des bonus/malus. Parallèlement, l'assureur peut proposer des contrats en deux parties, qui obligent les agents à s’auto-sélectionner, et ainsi à révéler leur qualité. De tels contrats comportent typiquement une prime et une franchise. Sous certaines conditions, il est ainsi possible de proposer d'une part un contrat à forte prime et faible franchise, choisi par les mauvais conducteurs, et un contrat à faible prime et forte franchise, choisi par les bons conducteurs.

### Formulation mathématique
Suivant la convention habituelle, nous notons {\displaystyle P} le principal et {\displaystyle A} l'agent. Chaque agent est caractérisé par un paramètre {\displaystyle \theta \in [0,1]}, inobservable par le principal.
Supposons d'abord que le principal propose un contrat unique de prix {\displaystyle p}, sans franchise. L'agent {\displaystyle A} retire du contrat une utilité {\displaystyle u(\theta ,p)}, et le principal un profit (qui peut être négatif) {\displaystyle \pi =p-c(\theta )}, où {\displaystyle c} est le coût probable d'assurer l'agent (le coût d'un accident multiplié par la probabilité pour cet agent d'avoir un accident).
Il est clair que l'agent ne souscrit le contrat que si
{\displaystyle u(\theta ,p)\geq 0} (a)
On appelle (a) une contrainte de participation
Moyennant un réordonnancement des agents, on peut supposer que {\displaystyle u(\theta ,p)} est croissante en {\displaystyle \theta } et décroissante en {\displaystyle p}. De même on peut supposer que {\displaystyle c(\theta )} est croissant en {\displaystyle \theta }. {\displaystyle \theta } peut par exemple se comprendre comme la probabilité d'avoir un accident.
L'ensemble des souscripteurs est alors de la forme {\displaystyle [\theta _{0},1]}.
Le principal fait alors un profit :
{\displaystyle \Pi (p)=\int _{\theta _{0}}^{1}p-c(\theta )d\theta } (b)
Avec la contrainte de participation:
{\displaystyle u(\theta _{0},p)=0} (a)
Si le principal connaissait {\displaystyle \theta }, il pourrait faire payer à chaque agent un prix {\displaystyle p^{*}(\theta )} tel que {\displaystyle u(\theta ,p^{*}(\theta ))=0}. Il ferait alors un profit
{\displaystyle \Pi ^{*}=\int _{0}^{1}p^{*}(\theta )-c(\theta )d\theta }
Si les agents sont averses au risque, {\displaystyle \forall \theta ,p^{*}(\theta )>c(\theta )d\theta }. Il est alors clair que {\displaystyle \Pi ^{*}} est le profit maximal que peut faire l'assureur.
La différence {\displaystyle \Pi (p)-\Pi ^{*}} correspond au coût pour l'assureur de l'aléa moral.

## Aléa moral
En économie industrielle, l'aléa moral a une acception précise. Il désigne les cas où un agent s'engage à accomplir une action pour le compte d'un principal alors que le résultat final de l'action dépend d'un paramètre connu de l'agent mais pas du principal. On le désigne parfois sous le nom de « hasard moral », calque de l'anglais moral hazard (qui aurait dû être traduit par l'expression « risque comportemental »). En effet, l'asymétrie d'information dote l'agent de la possibilité d'utiliser à son avantage son information privée, sans que cet abus soit constatable par le principal ou un tiers (puisque par définition, seul l'agent en est conscient). Il bénéficie donc d'une rente informationnelle.
Ce type de problème surgit dès que, dans une relation entre deux acteurs, un paramètre dont dépend le résultat de l'action ne peut être inclus dans l'accord liant les deux agents, soit parce qu'il n'est connu que par un des deux agents, soit parce qu'il ne peut être constaté par un tiers arbitre en cas de conflit.

### Exemple
L'exemple de référence de l'aléa moral est la relation entre un propriétaire terrien et l'exploitant de cette terre. On suppose que le propriétaire ne peut pas juger directement du travail de l'exploitant. On suppose en outre qu'aucune autre considération morale (amour du travail bien fait, réputation, perspectives futures, etc.) n'entre en ligne de compte : le principal comme l'agent agissent seulement en fonction de leur revenu dans cette affaire.
Le propriétaire dispose en outre de trois types de contrats qu'il peut imposer à l'exploitant :
- Le salariat : le propriétaire fournit le matériel et garde la récolte, il paie à l'exploitant une somme fixée ex ante ;
- Le métayage : les frais et la récolte sont partagés entre le propriétaire et l'exploitant

- Le fermage : l'exploitant supporte tous les risques et frais, garde la récolte, et paie au propriétaire un loyer fixé à l'avance.

Ce problème s'analyse en théorie des jeux comme un jeu à somme non nulle. Le propriétaire joue le premier coup en choisissant le contrat, l'exploitant joue le second coup en optimisant ses gains, ce qui détermine les gains globaux et ceux du propriétaire.
Trois paramètres entrent en ligne de compte :
- l'optimisation globale de l'exploitation (le profit, pour faire simple) ;
- la relation entre ce profit et le revenu de l'exploitant, qui détermine les efforts de l'exploitant ;
- la relation entre le profit et les revenus du propriétaire (selon les efforts de l'exploitant).

Le salariat apparait dans ce cas comme la pire des solutions pour le propriétaire : l'exploitant n'a aucun intérêt à faire d'effort, puisque son revenu est fixe. La production tend vers zéro, le propriétaire est assuré de faire une perte égale au salaire versé plus les frais engagés dans l'exploitation.
Le métayage est déjà bien meilleur : dans une certaine mesure plus l'exploitant investit et travaille, plus il reçoit finalement, et plus le propriétaire reçoit également. Mais, si les rendements sont décroissants (hypothèse plausible), il vient un moment où un effort de +1 du métayer augmente le profit de moins de +2, et donc augmente le revenu du salarié de moins de 1 : le métayer y perd. Le profit global est limité, et le revenu du propriétaire également. En revanche, le propriétaire n'a besoin d'aucune information ex ante.
Enfin, c'est le fermage qui assure le mieux l'optimalité de l'exploitation : l'exploitant étant le créancier résiduel de la récolte, il fournira l'effort qui maximise le produit de la terre, puisqu'une fois payé le fermage, le reste va dans sa poche. Le profit global est plus haut que dans le cas du métayage. En revanche, le propriétaire doit fixer le niveau du fermage qu'il exige, et il a besoin pour cela d'informations ex ante (par exemple le niveau de la récolte moyenne, le prix de la main d'œuvre de l'exploitant, le prix du risque climatique et économique...) : concrètement, il a besoin d'avoir l'expérience d'un exploitant (par exemple pour l'être ou l'avoir été lui-même). En l'absence de ces informations, le propriétaire sait seulement qu'il peut exiger un fermage un peu supérieur à ce qu'il obtiendrait en métayage (ce qui ne lui sert à rien, à défaut d'avoir un métayage de référence), et il doit plutôt proposer un métayage.
Cet exemple illustre bien la valeur de l'information.

### Formulation mathématique
Reprenons l'image de l'exploitation agricole. Dans un premier temps, supposons que le propriétaire prend toute la récolte {\displaystyle R}, moins ce que mange le paysan {\displaystyle S}. La récolte {\displaystyle R} dépend de l'effort fait par le paysan {\displaystyle e} et de la météo {\displaystyle \theta } : {\displaystyle R=R(e,\theta )}. Le propriétaire ne peut connaître ni l'effort fait par le paysan, ni la météo. On suppose que {\displaystyle R} est strictement croissante en {\displaystyle e}, et que {\displaystyle {\frac {\partial R(e,\theta )}{\partial e}}} est strictement décroissante en {\displaystyle e} (il arrive un moment où faire plus d'effort n'augmente que très peu la récolte).
Le propriétaire veut que le paysan fasse l'effort qui maximise la récolte :
{\displaystyle max_{e}\left\{R(e,\theta )\right\}}.
Le paysan, lui, a une utilité du type
{\displaystyle U=R-P-e}
où {\displaystyle P} est la part de la récolte prise par le propriétaire. Ici, le propriétaire prend tout sauf {\displaystyle S} : {\displaystyle U-S-e}
Il va donc minimiser son effort sous contrainte d'avoir à manger :
{\displaystyle \min _{e}\left\{R(e,\theta )|R(e,\theta )\geq S\right\}}
[ Nota : l'auteur semble supposer que le paysan connait {\displaystyle \theta } ; sinon le problème de minimisation ci-dessus serait mal défini.]
Le paysan va donc faire l'effort minimum, {\displaystyle e_{s}}, et dire au propriétaire que la météo a été mauvaise. Le propriétaire, victime de l'aléa moral, ne peut prouver le contraire.

Supposons maintenant que le propriétaire examine les différents moyens d'exploiter sa terre vus plus haut. L'exemple que nous venons de traiter est celui du salariat. Le propriétaire n'en retire aucun revenu.
Dans le cas du métayage, le propriétaire prélève une part {\displaystyle q\in [0,1]} de la récolte. Son revenu est donc :
{\displaystyle P=qR}
Le métayer a ainsi une utilité :
{\displaystyle U=(1-q)R-e}
Son programme est donc :
{\displaystyle \max _{e}\left\{(1-q)R(e,\theta )-e\right\}}
La solution de ce programme est telle que :
{\displaystyle {\frac {\partial (1-q)R(e,\theta )}{\partial e}}=0}
c'est-à-dire la valeur {\displaystyle e_{m}}
{\displaystyle (1-q){\frac {\partial R(e,\theta )}{\partial e}}(e_{m},\theta )=1}
C'est l'effort tel que la part du surplus de récolte qui découle d'un accroissement marginal de l'effort du paysan est égal à la désutilité de son effort (voir loi des rendements marginaux décroissants).
Dans le cas du fermage, le propriétaire reçoit une somme fixe {\displaystyle F}.
Le fermier a alors l'utilité :
{\displaystyle U=R-F-e}
Son programme est donc :
{\displaystyle \max _{e}\left\{R(e,\theta )-F-e\right\}}
Et la solution {\displaystyle e_{f}}
{\displaystyle {\frac {\partial R(e,\theta )}{\partial e}}(e_{f},\theta )=1}
On a immédiatement :
{\displaystyle {\frac {\partial R(e,\theta )}{\partial e}}(e_{f},\theta )=1<{\frac {\partial R(e,\theta )}{\partial e}}(e_{m},\theta )=1/(1-q)}.
Comme {\displaystyle {\frac {\partial R(e,\theta )}{\partial e}}} est décroissante en {\displaystyle e}, il en découle :
{\displaystyle e_{f}>e_{m}}
Comme {\displaystyle R} est croissante en {\displaystyle e}, on a donc :
{\displaystyle R(e_{f},\theta )>R(e_{m},\theta )}
Le fermage conduit donc le fermier à faire un effort qui maximise la récolte, tout ce qui reste étant pour lui une fois que payé le loyer {\displaystyle F}.
On voit également le comportement du propriétaire avisé : il commence par passer sa terre en métayage, ce qui lui permet de toucher {\displaystyle R(e_{m},\theta )}, puis il passe en fermage, et il demande un affermage {\displaystyle F>R(e_{m},\theta )} (puisqu'il sait que la récolte sera plus importante qu'en cas de métayage).
[ L'auteur a supposé implicitement que le paysan était neutre au risque. Lui faire supporter tous les risques est alors optimal. Il n'en irait pas nécessairement de même si le paysan avait de l'aversion pour le risque, car il y aurait alors une tension entre inciter le paysan à faire un effort important et
ne pas lui faire courir un risque trop élevé afin qu'il accepte le contrat proposé par le propriétaire.]

## Problème de signal
Le cas du problème de signal (signalling en anglais) est la réciproque des deux premiers cas. Ici, l'agent dispose d'une information privée qu'il voudrait faire partager au principal, ce dernier ne pouvant vérifier cette information. De ce fait, certaines valeurs de l'information privée peuvent inciter l'agent à mentir sur son information pour améliorer sa situation, son profit, etc. Le problème est donc que l'agent, qui a la valeur de l'information désirée par le principal, ne peut pas être différencié de celui qui prétend l'avoir (au sens où il peut créer une information de toutes pièces sans que le principal ne puisse le vérifier).
La solution la plus souvent mise en avant au problème de signal est la certification. Il s'agit d'un mécanisme permettant à l'agent d'acheter une caractéristique visible et vérifiable, corrélée à l'information privée.

### Exemple
L'exemple le plus classique est celui d'un groupe de jeunes diplômés d'un même établissement qui postulent pour le même emploi. Supposons que l'on puisse trier les jeunes diplômés par ordre de motivation, et que plus un employé est motivé, plus il est productif. Cette motivation est l'information privée de chaque diplômé (il connaît sa propre motivation, mais pas celle des autres). Le plus motivé aimerait bien pouvoir prouver au recruteur qu'il sera le plus productif, et donc que c'est lui qui doit avoir le poste. Cependant, le recruteur ne peut pas faire la différence entre la vraie motivation, et une motivation factice, qui ne durera pas plus que le temps de l'entretien. Le postulant le plus motivé, celui qui devrait en toute logique être embauché, est ainsi face à un problème de signal.

### Formulation mathématique
Bien que cela ne soit pas le but premier de son article, une excellente formulation du problème peut être trouvée dans l'article The Market for “Lemons” (marché des voitures d'occasion) d'Akerlof.
L'auteur considère le marché des voitures d'occasions. Sur ce marché, il existe deux types de vendeurs :
- Ceux dont la voiture est encore en bon état. Ils représentent une proportion {\displaystyle q\in ]0,1[} des vendeurs, et n'acceptent de vendre leur voiture qu'à un prix supérieur ou égal à {\displaystyle P} ;
- Ceux dont la voiture est une « casserole ». Ils représentent une proportion {\displaystyle (1-q)} des vendeurs, et veulent un prix supérieur ou égal à {\displaystyle p<P}.

Supposons également que les acheteurs ne soient pas capables de faire la différence entre les deux types de voitures d'occasion, mais savent qu'il existe des casseroles dans la proportion de {\displaystyle (1-q)}. Ils sont en outre disposés à payer {\displaystyle P+a} pour une voiture en bon état et {\displaystyle p} pour une « casserole ». On les suppose enfin neutres au risque.
Face à une voiture, ils sont ainsi prêts à payer {\displaystyle U=(P+a)q+p(1-q)}. 

Si on suppose que le prix auquel les acheteurs achète la voiture est inférieur au prix que demandent les vendeurs de voiture en bon état, alors on a :{\displaystyle P>{\frac {aq}{1-q}}+p}Donc aucune voiture en bon état n'est achetée, alors qu'il y aurait des vendeurs et des acheteurs prêts à le faire en absence d'incertitude. Inversement, les vendeurs de « casseroles » profitent de la présence des voitures de bonne qualité pour vendre les leurs plus cher (voir externalité). En effet, ce ne sont pas les vendeurs qui énoncent les prix mais les acheteurs, il faut se dire que les prix du marché sont connus mais les prix individuels de chaque vendeur ne sont pas connus ; ainsi, quand l'acheteur va voir le vendeur, il lui propose le prix et le vendeur est en droit d'accepter ou de refuser la proposition.
Les vendeurs de voiture en bon état sont donc clairement face à un problème de signal.
Supposons maintenant qu'il existe une entreprise ou une administration qui vend de la certification {\displaystyle C}, à un coût unitaire {\displaystyle 1}. Cette entreprise ne connaît pas la qualité des voitures : elle ne fait que vendre le bien appelé «certification» à ceux qui en font la demande. Il est possible de montrer que sous certaines conditions, ce bien permet de signaler les vendeurs de voitures de bonne qualité.
En effet, les vendeurs de voiture de bonne qualité sont prêts à acheter de la certification pour une quantité {\displaystyle a}. Ils vendent alors leur voiture au prix {\displaystyle P+a}, et en retirent {\displaystyle P}, soit ce qu'ils espéraient au départ (raison pour laquelle les acheteurs doivent être prêt à acheter la voiture de bonne qualité au prix {\displaystyle P+a} et non pas au prix {\displaystyle P}).
Le cas des vendeurs de « casseroles » est un peu plus complexe. Le consommateur sachant qu'il existe des casseroles, les vendeurs de casseroles ne pourront jamais faire croire que toutes les voitures sur le marché sont bonnes. Ils comparent donc l'état où les bonnes voitures sont signalées, et où ils vendent les mauvaises au prix {\displaystyle p}, et celui d'indifférenciation, où les mauvaises sont vendues à {\displaystyle U=(P+a)q+p(1-q)}.
Ils sont donc prêts à payer {\displaystyle q(P+a-p)} pour empêcher les bons vendeurs de se signaler.
Dès lors, si {\displaystyle a>(P+a-p)q\Leftrightarrow a>(P-p){\frac {q}{1-q}}}, seuls les vendeurs de voitures en bon état ont intérêt à acheter de la certification. Dans ce cas, la simple existence de cette certification (sans avoir à vérifier la qualité de la voiture) suffit à résoudre le problème de signal. On observera que cette condition est d'autant plus facilement remplie que :
- les acheteurs sont prêts à payer plus que ce qu'en veulent les vendeurs : {\displaystyle a} grand;
- la proportion de voitures de bonne qualité est important {\displaystyle q} grand;
- l'écart de prix entre les deux types de qualité est faible {\displaystyle P-p} petit.

Le premier point est lié à la disposition des bons vendeurs à acheter de la certification, les deux autres au fait que plus la proportion de bonne voitures est importante et plus l'écart de prix est important, plus les vendeurs de « casseroles » gagnent à mentir.